# Église Saint-Jean de Lamballe
L'église Saint-Jean est un édifice situé à Lamballe, en France.

## Localisation
L'église est située sur le territoire de la commune de Lamballe, dans le département  des Côtes-d'Armor, en région Bretagne.

## Historique
L'église est inscrite partiellement (le clocher) au titre des monuments historiques par arrêté du 7 décembre 1925.

## Galerie

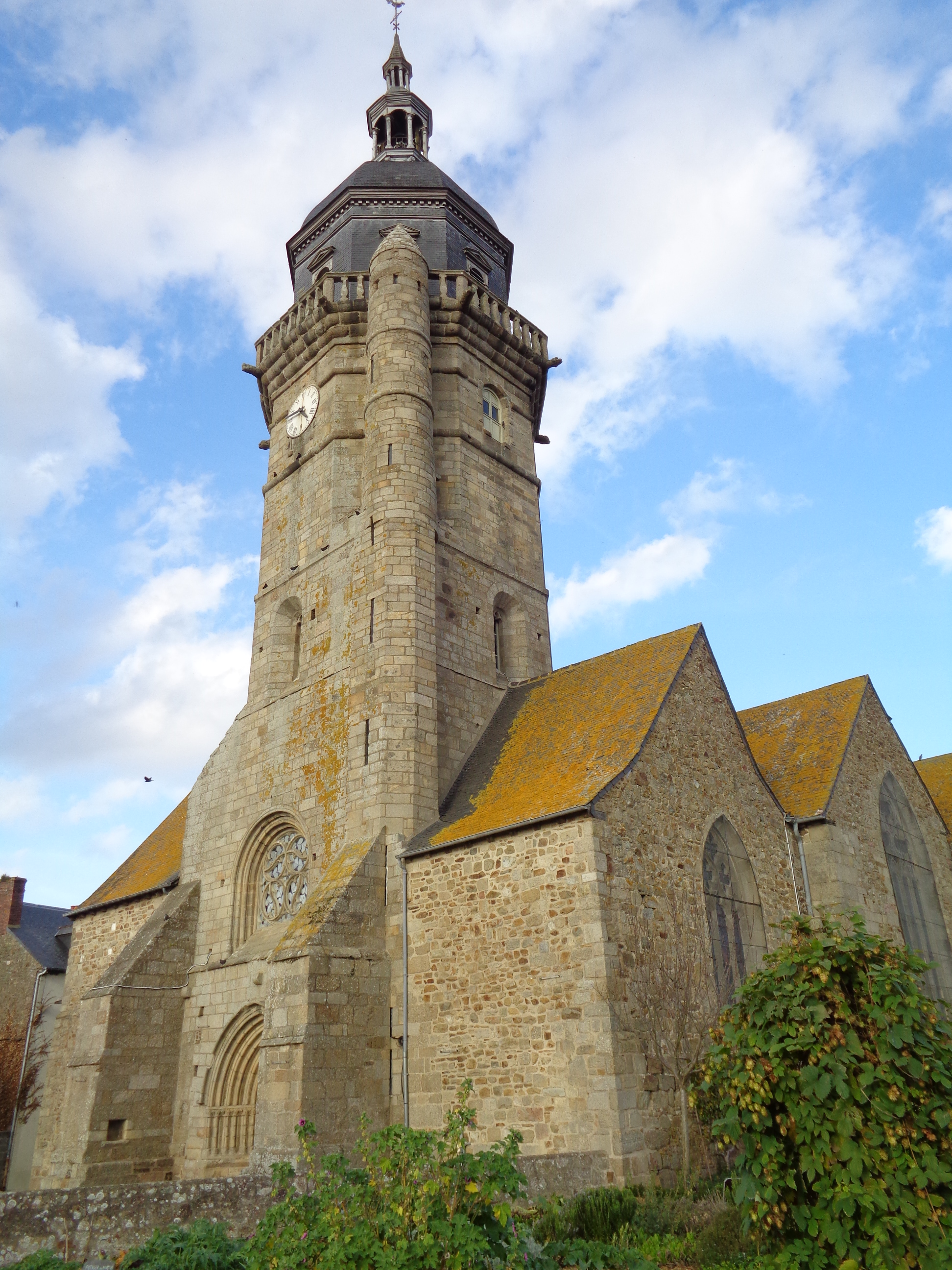
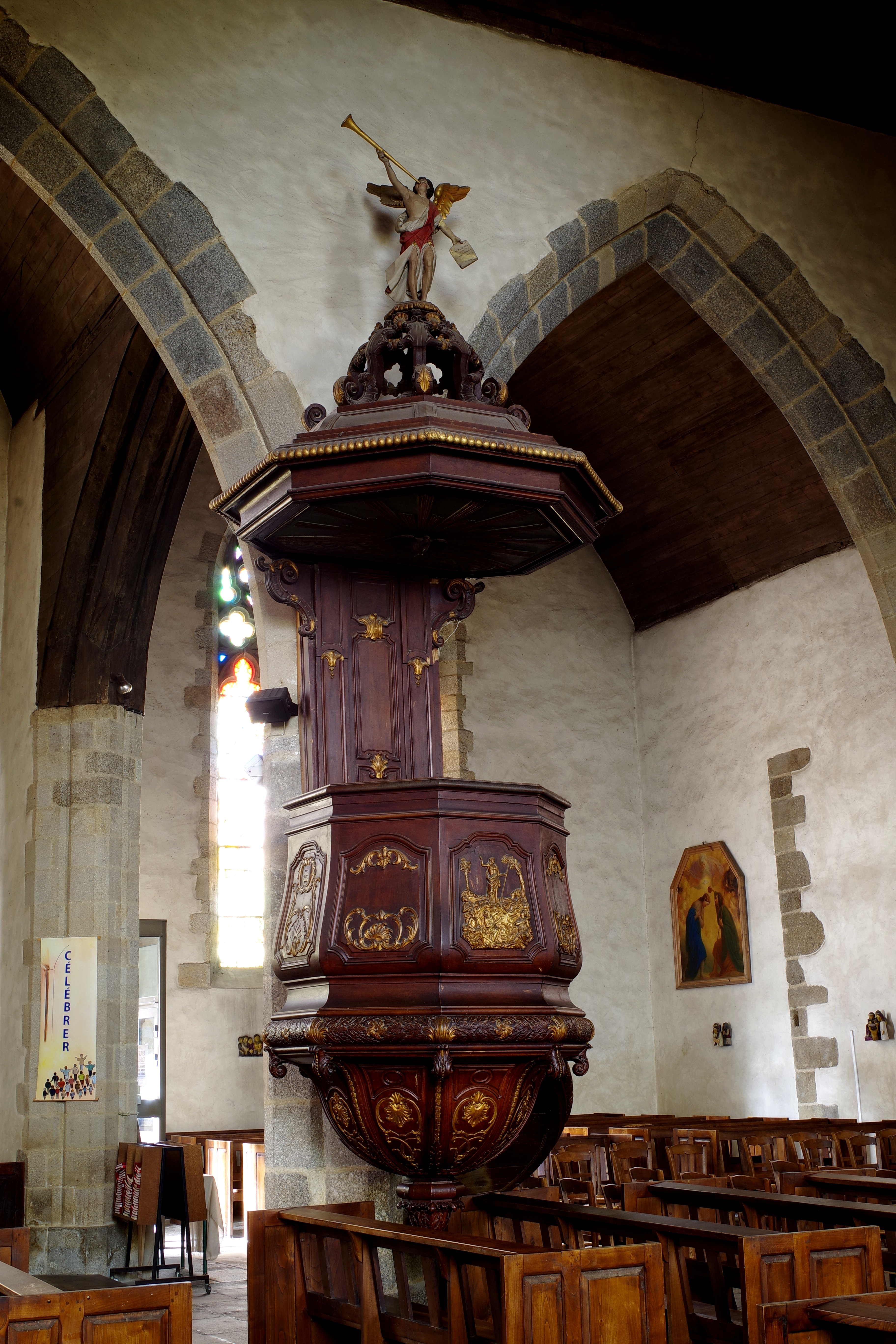
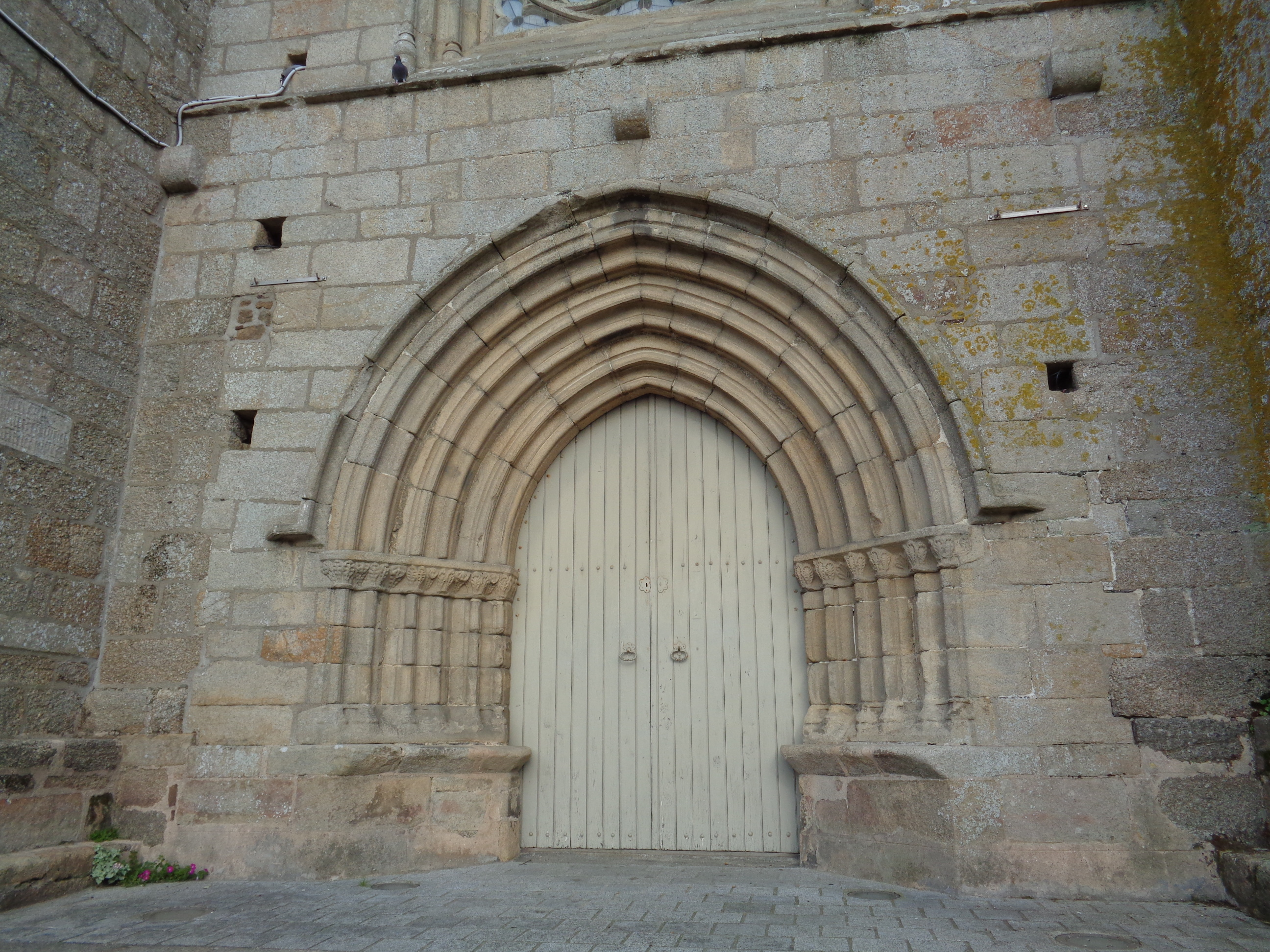
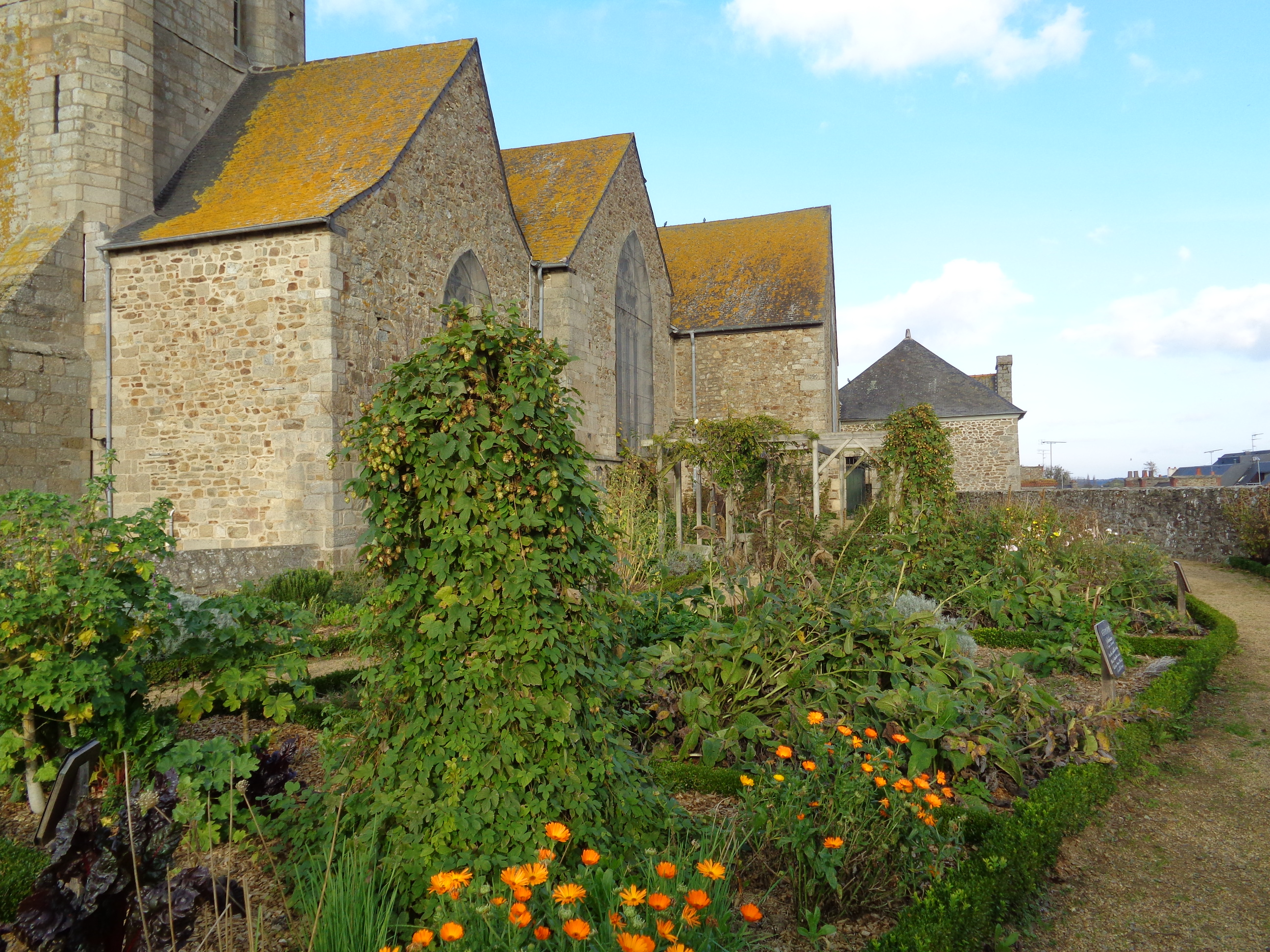
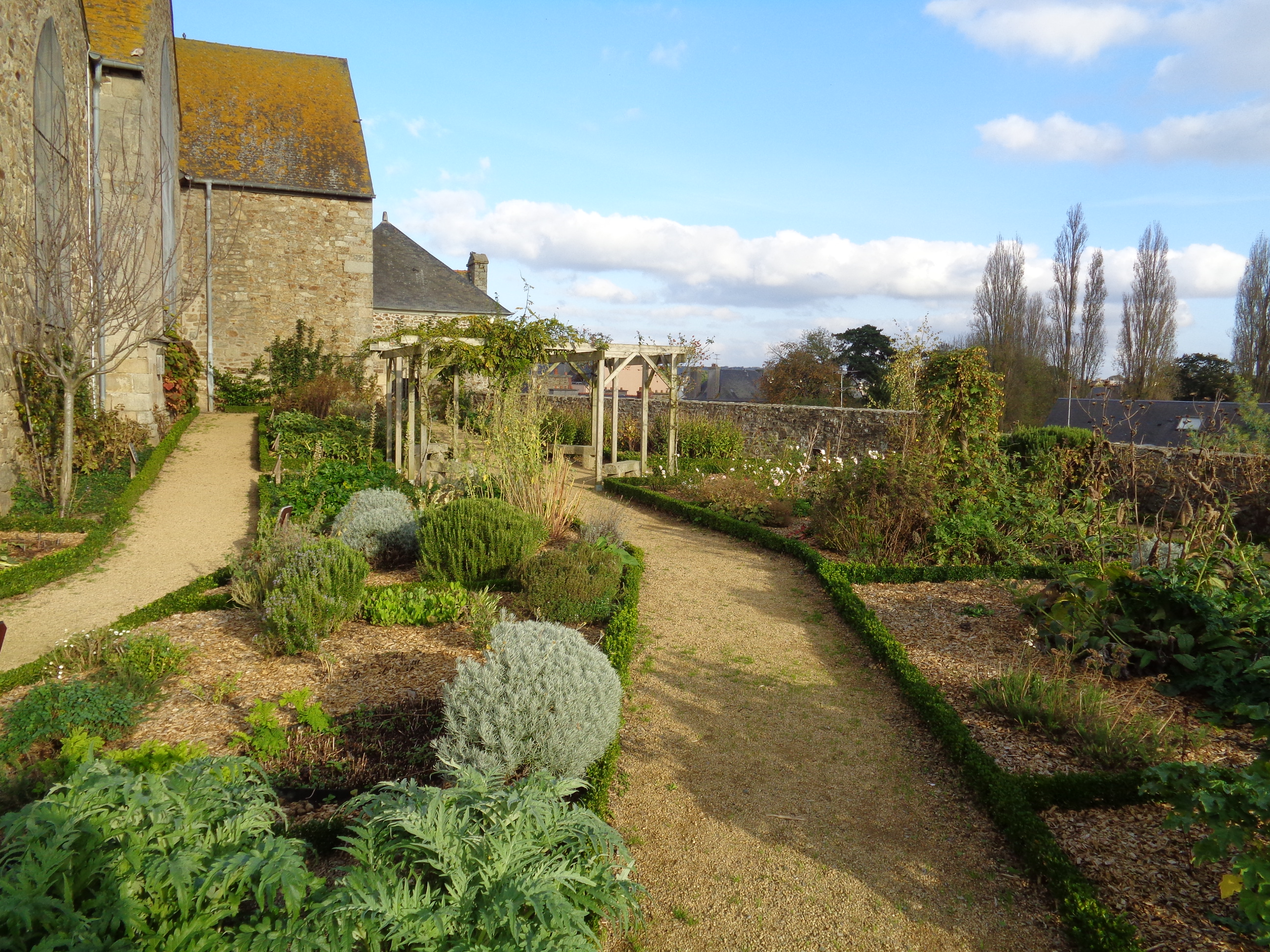
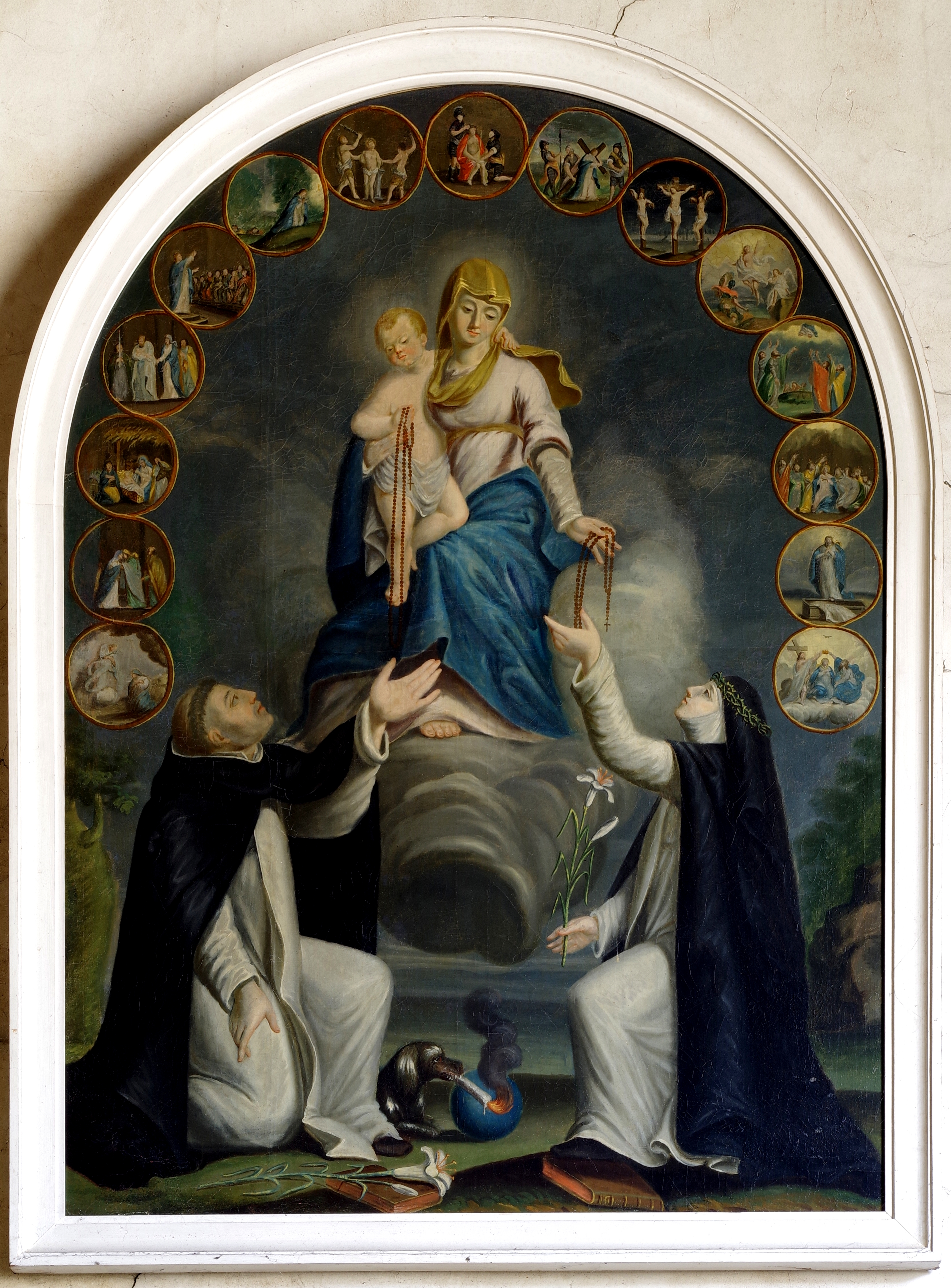
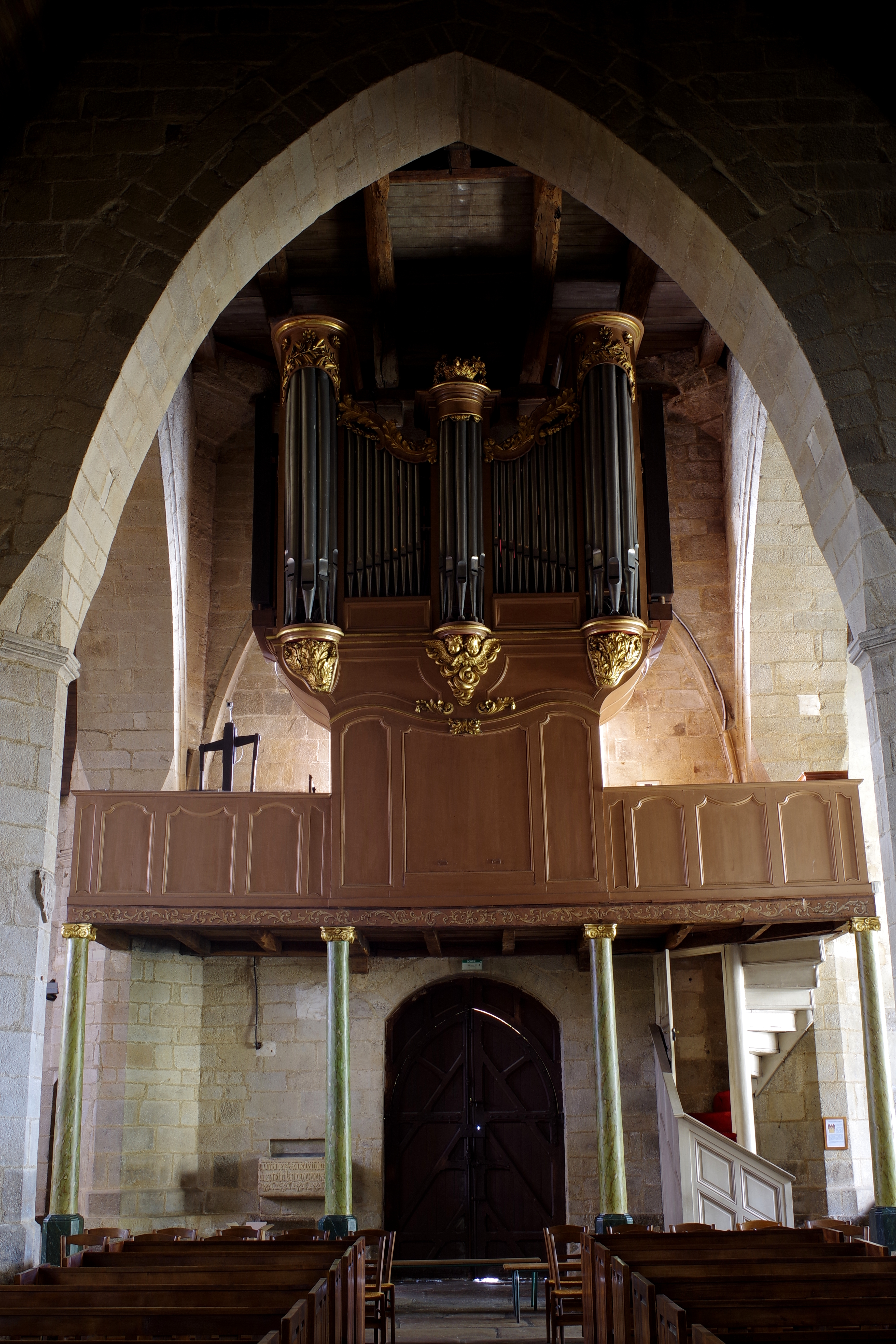
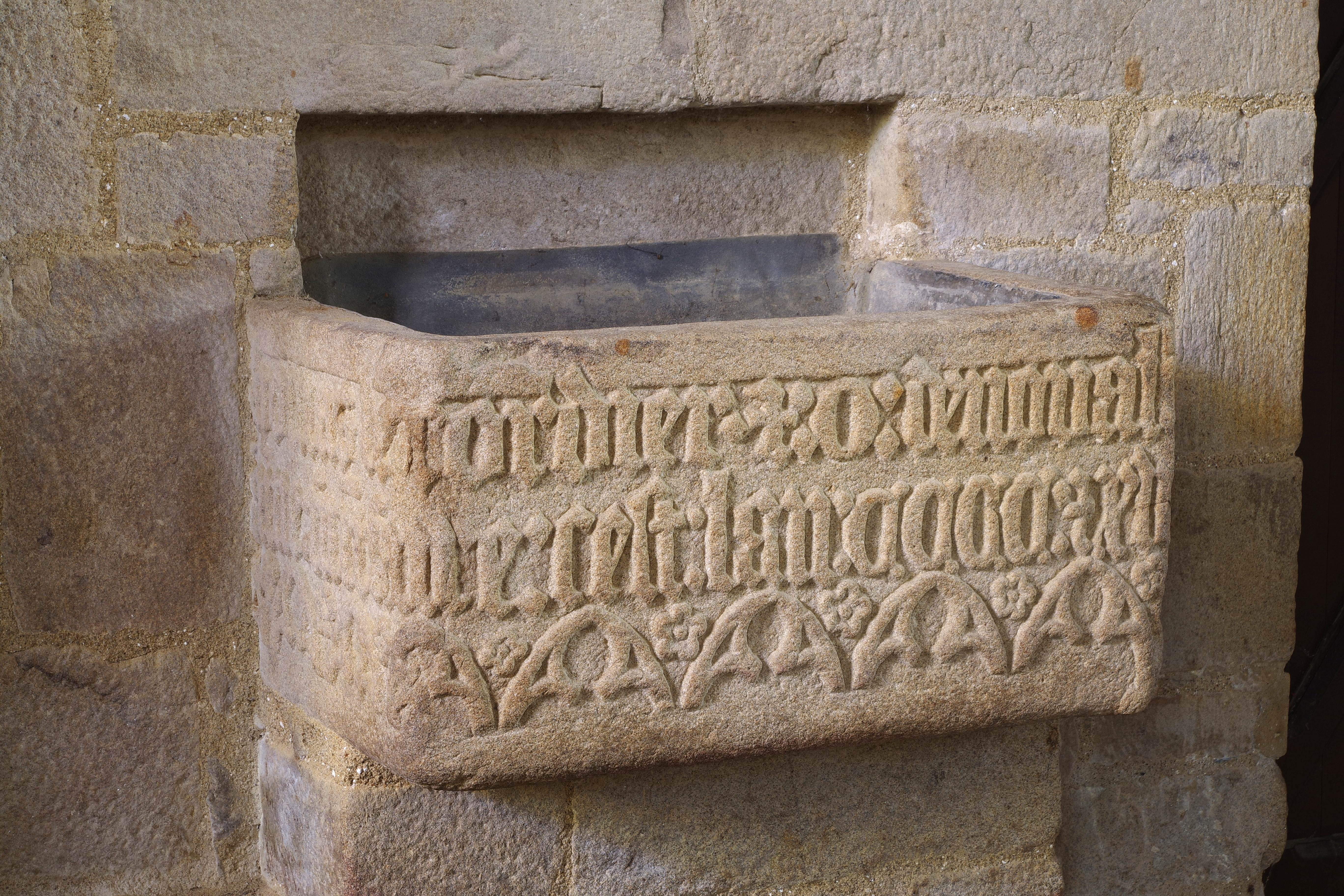
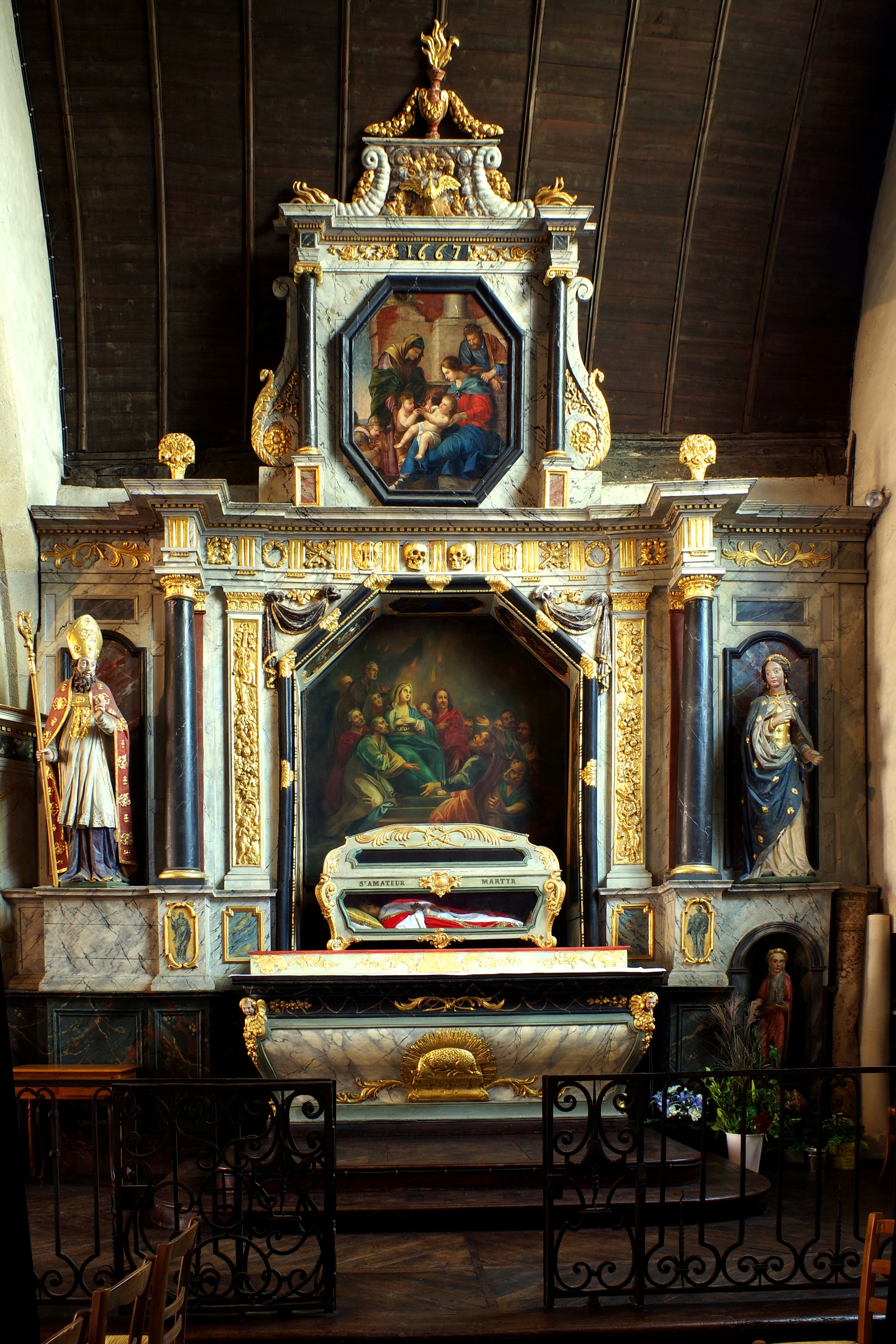